# Mihajlo Popović
Mihajlo Popović (Servisch: Михајло Поповиц) (28 december 1990) is een  aanvaller die uitkomt voor KAS Eupen. 

## Statistieken
| seizoen | club        | land   | competitie    | wed. | goals |
| ------- | ----------- | ------ | ------------- | ---- | ----- |
| 2009/10 | FK Novi Sad | Servië | Prva Liga     | 4    | 1     |
| 2010/11 | FK Novi Sad | Servië | Prva Liga     | 3    | 0     |
| 2011/12 | KAS Eupen   | België | Tweede Klasse | 20   | 0     |
|         |             |        | Totaal        | 27   | 1     |